# Organització territorial d'Israel
L'organització territorial d'Israel es basa en tres nivells de govern: el govern central, els districtes i els municipis.

## Districtes

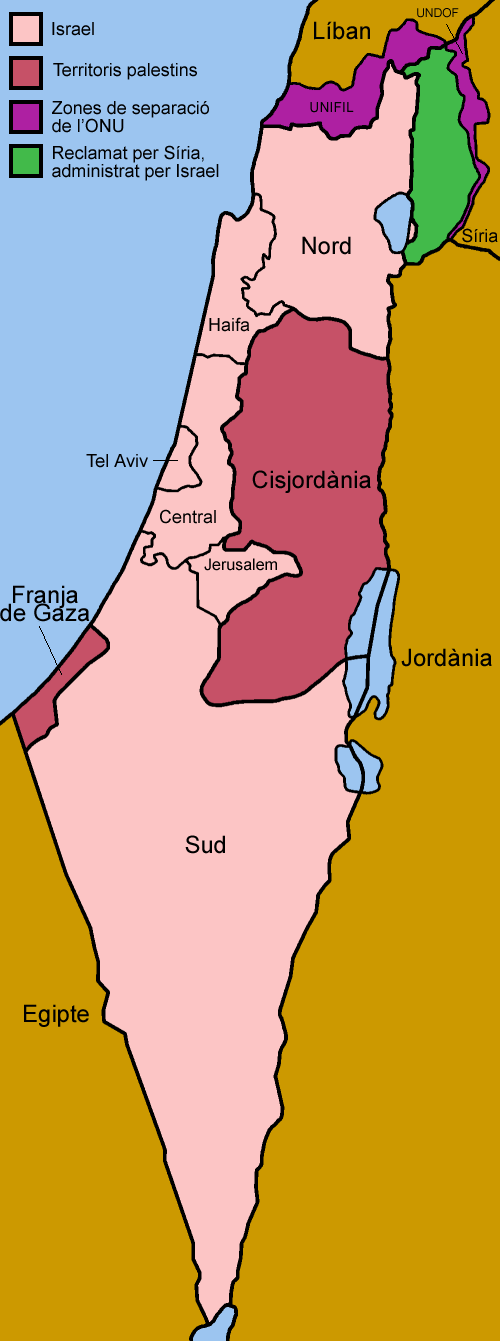
Districtes d'Israel

Existeixen sis districtes (en hebreu: מחוזות, transliterat: mehozot) (en singular: מחוז, transliterat: mehoz), dirigits per un comissari designat pel ministeri d'interior. Estan subdividits en quinze subdistrictes, que se subdivideixen en 50 regions naturals.
Districtes:
- Districte Central
- Districte de Haifa
- Districte de Jerusalem
- Districte del Nord
- Districte del Sud
- Districte de Tel-Aviv

Quant als territoris ocupats, els Alts del Golan estan integrats en el districte del Nord, i els assentaments israelians a Cisjordània formen part de l'Àrea de Judea i Samaria, una zona que ha estat ocupada per Israel.
Els districtes són herència de l'Imperi Otomà i entre les seves atribucions hi ha elaborar legislació local, controlar les taxes i els pressupostos locals, aprovar els projectes d'obres públiques i concedir crèdits als governs locals.
Les regions naturals són unitats no administratives que utilitza el govern per a qüestions estadístiques i del cens de població.

## Municipis
Hi ha tres tipus de municipis:
- Les ciutats israelianes tenen més de 20.000 habitants. Actualment n'hi ha 69.
- Els consells locals administren poblacions d'entre 2.000 i 20.000 habitants. Actualment n'hi ha 141.
- Els consells regionals administren grups de pobles de menys de 2.000 habitants. Actualment n'hi ha 54.

Les eleccions municipals se celebren cada cinc anys, i qualsevol resident major de 18 anys pot votar-hi, sigui israelià o no. Per a ser escollit batlle municipal cal tenir més de 21 anys.
Els municipis són els encarregats de l'educació, la sanitat, la salut pública, la gestió de l'aigua, el manteniment de la xarxa viària, els parcs i les brigades de bombers. També s'encarreguen de recaptar els impostos locals.